# Streepkeelfulvetta
De streepkeelfulvetta (Fulvetta manipurensis; synoniem: Alcippe manipurensis ) is een zangvogel uit de familie Paradoxornithidae (diksnavelmezen).

## Verspreiding en leefgebied
Deze soort komt voor van noordoostelijk India tot noordelijk Vietnam en telt twee ondersoorten:
- F. m. manipurensis: noordoostelijk India, Myanmar en zuidwestelijk China.
- F. m. tonkinensis: zuidelijk China en noordelijk Vietnam.

## Status
De grootte van de populatie is niet gekwantificeerd maar de soort wordt omschreven als doorgaans schaars tot zeldzaam maar soms plaatselijk algemeen. Op de Rode lijst van de IUCN heeft deze soort de status niet bedreigd.